# Bajč
Bajč (Hongaars:Bajcs) is een Slowaakse gemeente in de regio Nitra, en maakt deel uit van het district Komárno.
Bajč telt 1252 inwoners.
Ongeveer de helft van de bevolking behoort tot de Hongaarse minderheid in Slowakije. Tijdens de volkstelling van 2001 waren de Hongaren nog in de meerderheid.
In 2021 waren de Hongaren relatief in de meerderheid met 554 personen, verder leefden er 530 Slowaken en was het totaal aantal inwoners 1223.

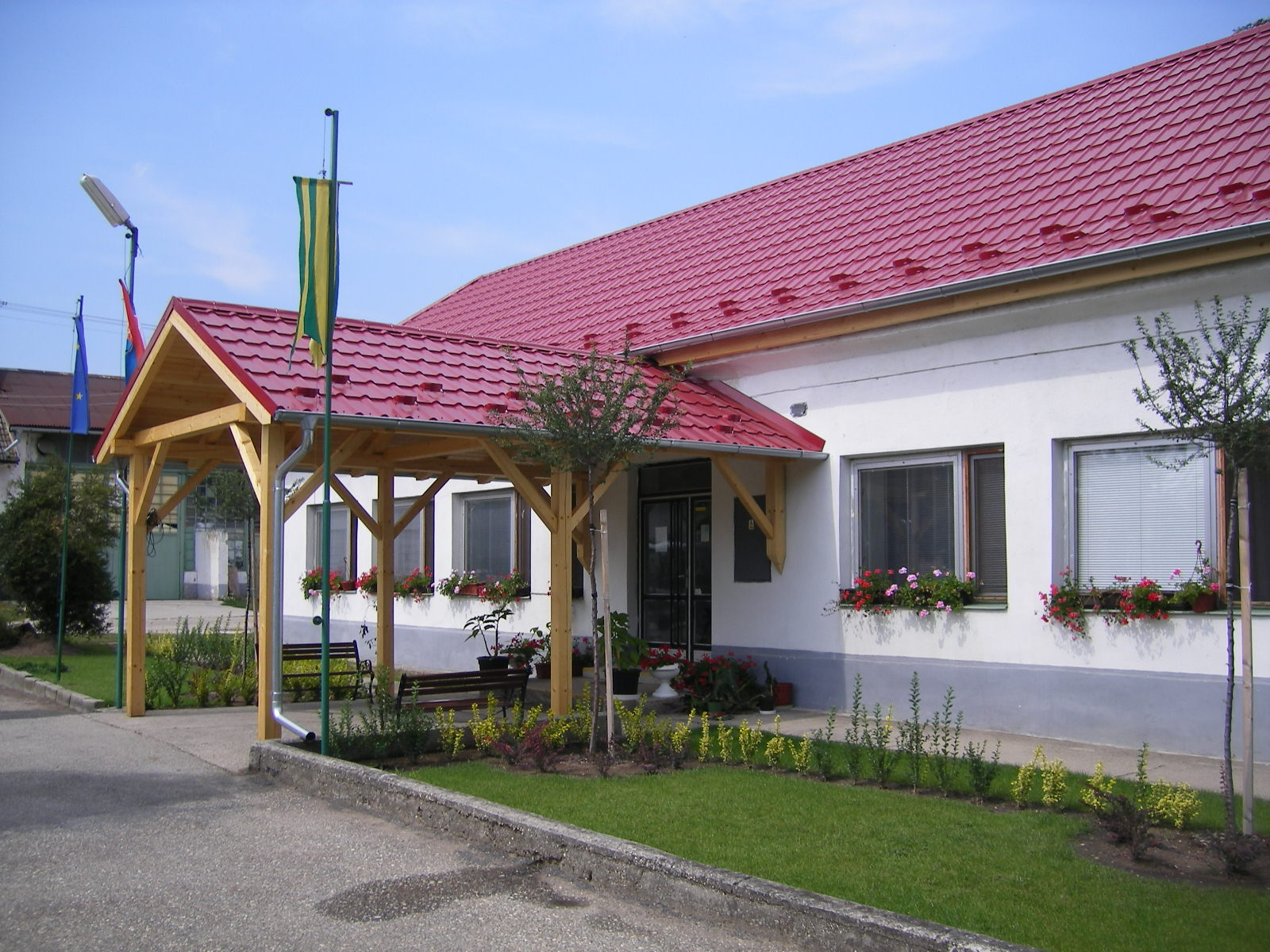
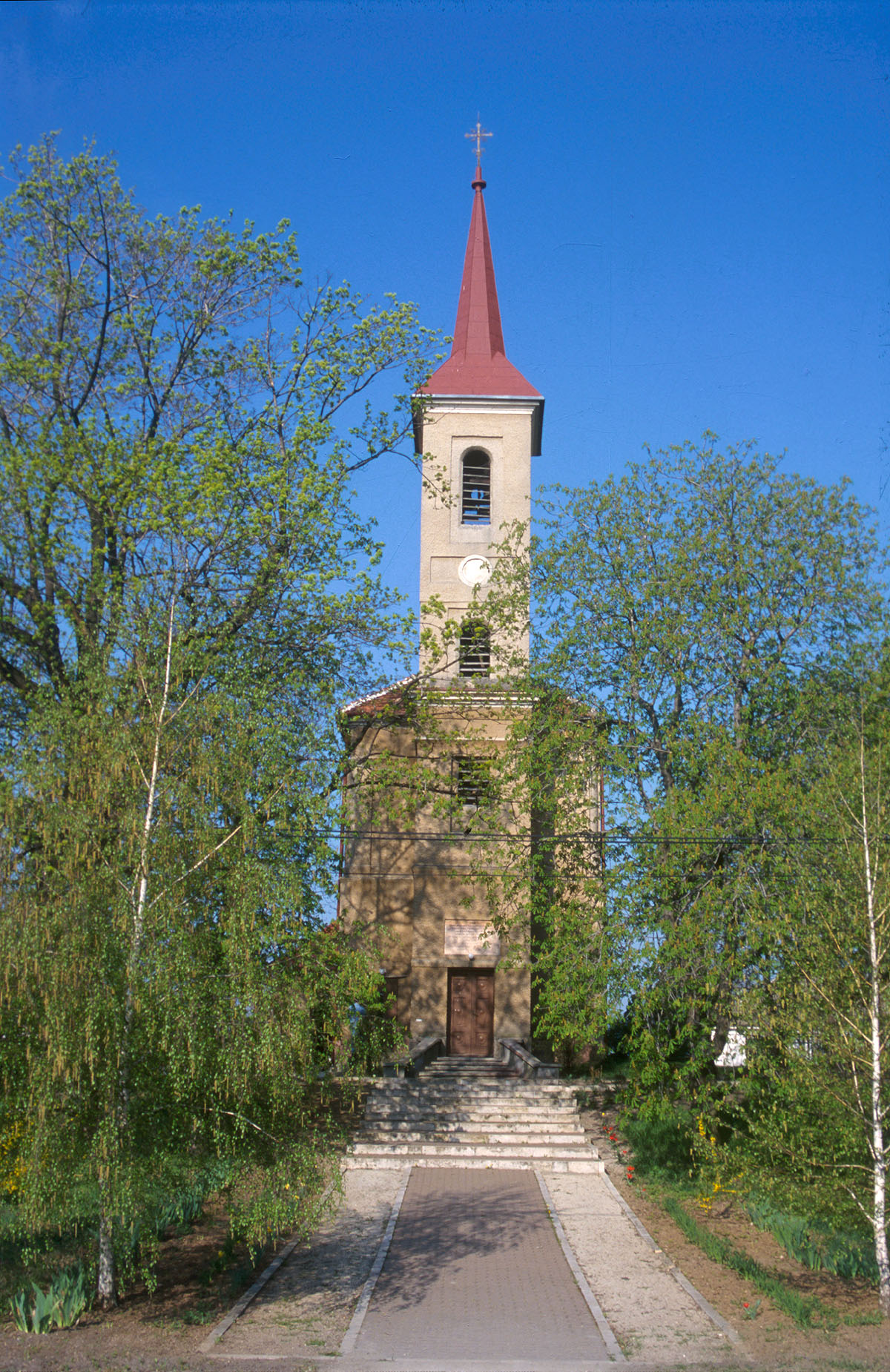
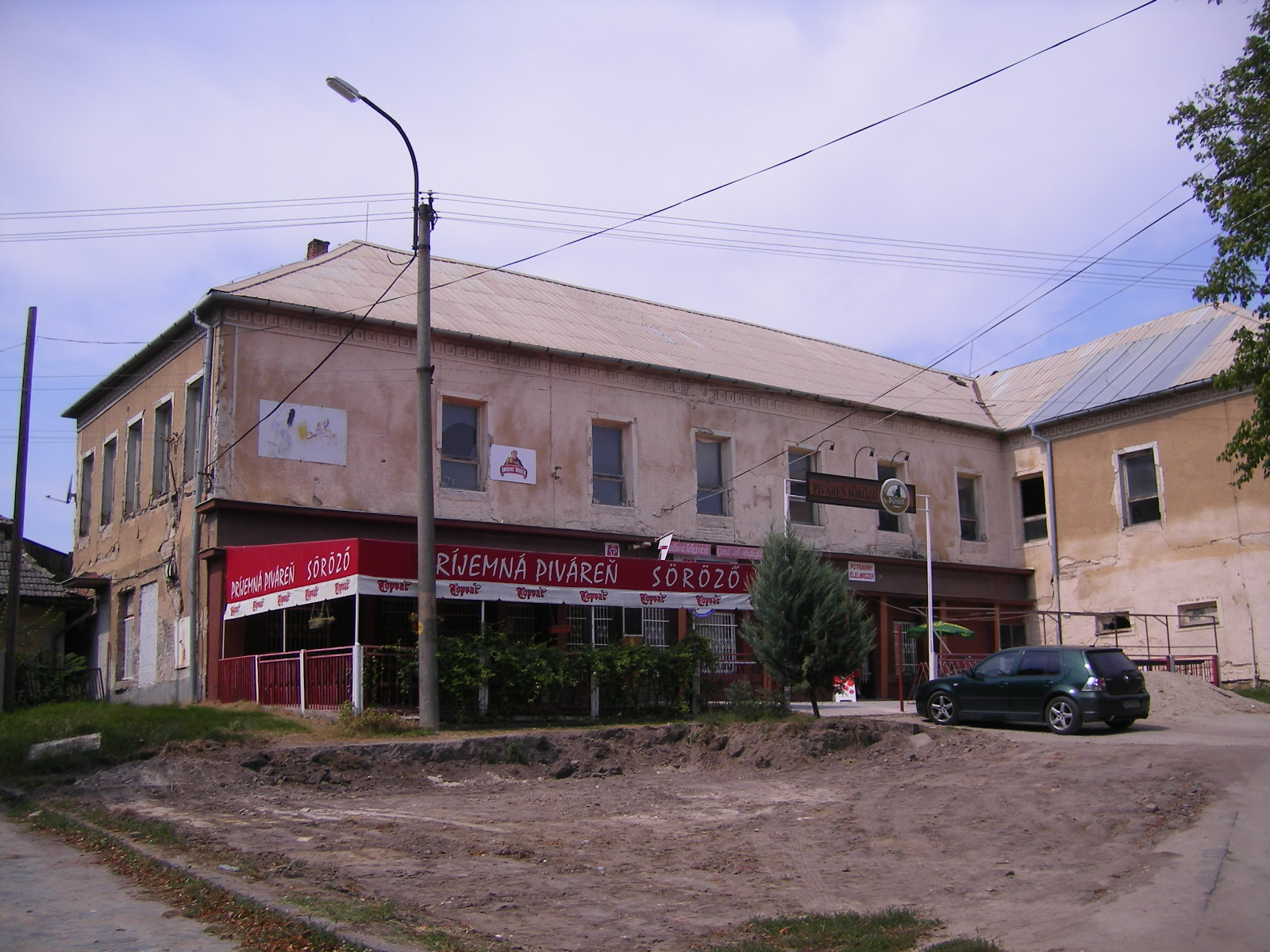
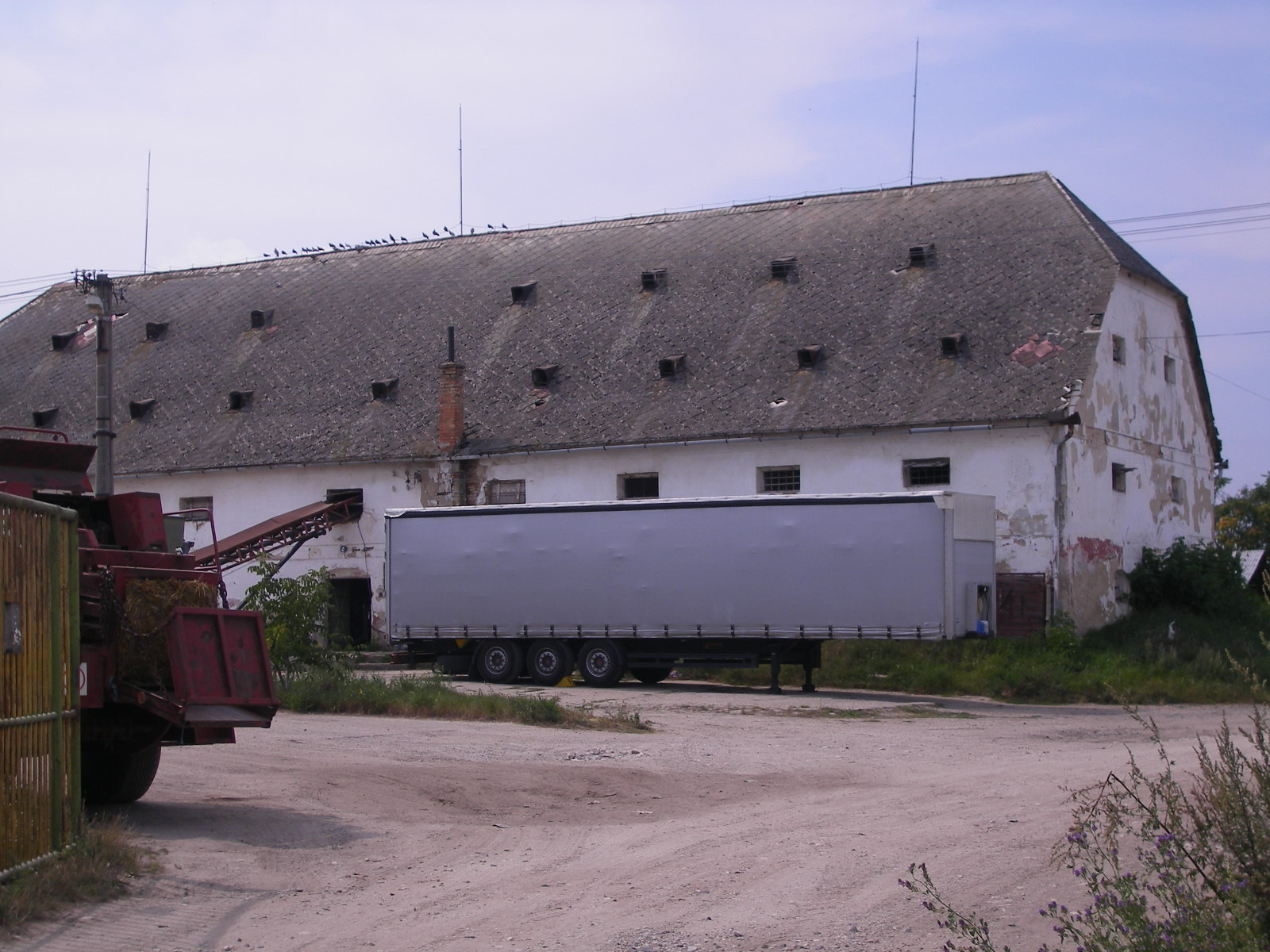